# Buloňské hrabství
Buloňské hrabství neboli hrabství Boulogne (francouzsky Comté de Boulogne, nizozemsky Graafschap Bonen, latinsky Comitatus Bononiensis) bylo francouzské hrabství v období středověku 9. až 15. století. Soustředilo se kolem města Boulogne-sur-Mer v severní Francii (nedaleko Calais) a sousedilo na východě s hrabstvím Artois a s Pikardií na jihu. Nejprve v 10. století zde vládla hrabata flanderská, z nichž se 11. století vydělila samostatná Buloňská dynastie. Roku 1212 bylo hrabství anektováno králem Filipem II. a připojeno k Francii. Přesto se hrabě Renaud zapojil do války proti Francii a 27. července 1214 se zúčastnil bitvy u Bouvines na straně koalice Svaté říše římské, Anglie a Flander. Svébytnost hrabství skončilo rokem 1501, kdy se celek stal nedílnou součástí zemí francouzské koruny.

## Symbolika
Starší dynastie (flanderská, buloňská a bloiská) se v době svého panování ještě neprezentovali heraldikou (tj. předheraldická doba).

znaky vládnoucích dynastií:
Alsaská (1170–1186)
Dammartinové (1216–1253)
Auvergne (1260–1346, 1361–1437)
Burgundská (1360–1361 pouze Filip I.)
La Tour d'Auvergne (1437–1501)